# Xã Richmond, Quận Osceola, Michigan
Xã Richmond (tiếng Anh: Richmond Township) là một xã thuộc quận Osceola, tiểu bang Michigan, Hoa Kỳ. Năm 2010, dân số của xã này là 1.554 người.